# Marek Kasprzak
Marek Kasprzak (ur. 1958) – polski hokeista.
Zawodnik grający na pozycji napastnika. Był zawodnikiem Towimoru Toruń, Legii Warszawa, Łódzkiego Klubu Sportowego oraz Pomorzanina Toruń.